# 2728 Yatskiv
2728 Yatskiv è un asteroide della fascia principale del diametro medio di circa 15,52 km. Scoperto nel 1979, presenta un'orbita caratterizzata da un semiasse maggiore pari a 2,4570306 UA e da un'eccentricità di 0,1668988, inclinata di 2,60119° rispetto all'eclittica.